# 정훈 (연출가)
정훈은 대한민국의 텔레비전 드라마 연출감독이다.

## 학력 및 경력
- MBC 프로듀서

## 드라마
- 2022년 ~ 2023년 MBC 금토 미니시리즈 《금혼령, 조선 혼인 금지령》 ... 공동연출
- 2024년 ~  TVING 《사장님의 식단표》 ... 연출